# Декабристський рух в Україні

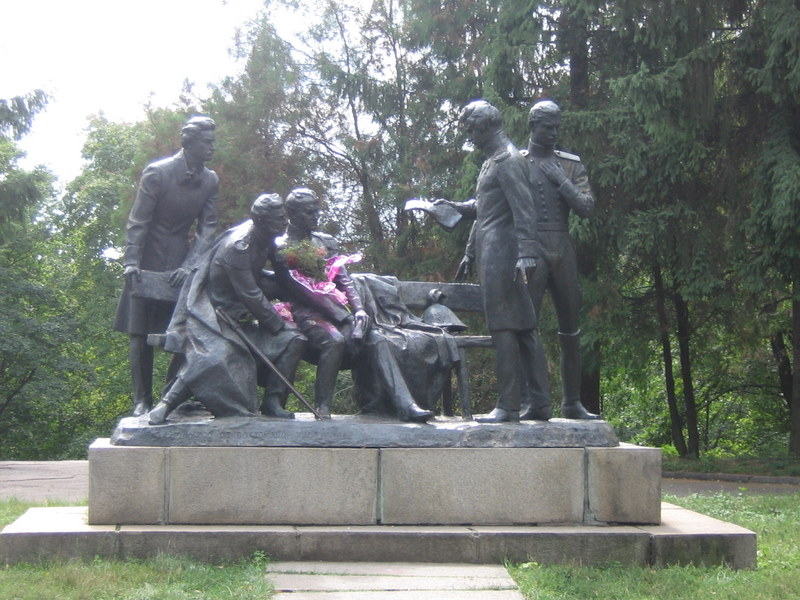
Пам'ятник декабристам. Парк Декабристів, м.Кам'янка (Черкаська область). Скульптори: Вронський Макар Кіндратович, Чепелик Володимир Андрійович, архітектор Гнєздилов Василь Георгійович. 1975 рік

Декабристський рух в Україні — це діяльність таємних організацій  декабристів в Україні:  Союзу благоденства, Південного товариства і  Товариства об'єднаних слов'ян та події, пов'язані з  повстанням Чернігівського полку.
Україна поряд із Санкт-Петербургом стала основною територією поширення  декабристського руху. Ядром декабристського руху в Україні стало Правобережжя. Тут була розквартирована друга армія, офіцери якої служили в  Західній Європі під час  наполеонівських воєн.
У найактивніших формах діяльність декабристів здійснювалась на території нинішніх Полтавської,  Вінницької,  Київської,  Черкаської і  Житомирської областей. 

## Декабристи і Україна
На початку XIX ст. в  Російський імперії оживився суспільно-політичний рух, одним з різновидів якого були  масонські ложі: у  Києві («З'єднані слов'яни») та в  Полтаві («Любов до істини»), а також  декабристський рух. Вже незабаром після утворення  Союзу спасіння діяльність декабристів перекинулася на південь  Російської імперії. Провідний радянський декабристовед академік  М. В. Нечкіна зазначає, що в ньому широко була представлена Україна.Це родові гнізда Муравйових-Апостолів (Полтавська губернія), Давидових і Поджіо (Київська губернія), з Полтавською губернією пов'язані також декабристи Якубович Олександр Іванович, Шимков Іван Федорович , Андрієвич Яків Максимович, Краснокутський Семен Григорович, Бечаснов Володимир Олександрович і Лісовський Микола Федорович; з Чернігівською — Мозгалевський Микола Йосипович; зі Слобожанщиною — брати Борисови. Подільська губернія представлена  Юшневським,  Тізенгаузеном,  П. Ф. Вигодовським; Юліан Люблінський проживав у  Новограді-Волинському,  І. І. Іванов — у Житомирі,  Я. М. Булгарі —  Харкові.
Таким чином, на українській землі народилися і служили багато з дворянських революціонерів. Але список  М. В. Нєчкіної не є вичерпним, його слід доповнити прізвищами  Волконського,  Я. А. Драгоманова,  Корниловича,  Сутгофа,  І. І. Сухінова,  Усовського, Фурмана, братів Капніст Семен Васильович і Капніст Олексій Васильович та інших, що народилися або мали маєтки в Україні.

## Діяльність декабристів

### Таємні товариства
Найпереконливішим підтвердженням зв'язку декабристського руху з Україною є не проживання або служба окремих декабристів, а діяльність декабристських організацій. В Україні, де були розквартировані російські війська, перебувало на службі багато опозиційно налаштованих офіцерів — членів  таємних товариств. В 1818 році після прибуття на службу до  Києва генерала  М. Орлова місто стає центром ділових зустрічей членів  Союзу благоденства.
У Тульчині існувала філія московського  Союзу благоденства. Після ліквідації Союзу благоденства в 1821 році більшість його членів не припинила політичної діяльності. У березні 1821 року Тульчинська управа ухвалила рішення про створення нової організації, яка була названа  Південним товариством.
Головою останнього було обрано полковника  Павла Пестеля. Членами товариства стали офіцери полків, що перебували в Україні. Північне товариство організаційно оформилося пізніше, наприкінці 1821 року.Крім тульчинської управи було засновано ще дві:  Кам'янську — на чолі з  В. Давидовим та  Волконским і  Васильківську, яку очолював підполковник Муравйов-Апостол Сергій Іванович. Час від часу відбувалися конспіративні наради товариств. Для цього використовували Київський контрактовий ярмарок. В  Кам'янці регулярно скликалися осінні наради декабристів.
З трьох таємних товариств, що виникли на початку 20-х років 19 століття, коли рух декабристів перебував в найзрілішої стадії свого розвитку, в Україні існували і проводили революційну діяльність два  таємних товариства — Південне товариство і Товариство об'єднаних слов'ян, засноване в 1823 році у  Новограді-Волинському братами Борисовими. Із п'яти страчених лідерів троє належали до числа керівників  Південного товариства. Головою Південного товариства  Пестелем була розроблена «Русская правда» — видатний програмний документ руху.

### «Київські контракти»
Важливою формою діяльності  Південного товариства стали з'їзди його керівників, які проводилися щорічно (декабристи називали їх «київські контракти»). Декабристи збиралися на початку року, з метою конспірації з'їзди приурочувалися до  ярмарку. Перший з'їзд проходив в січні 1822 року в  Києві в будинку  Давидова. У його роботі брали участь  Пестель,  Юшневський,  Волконський, 
 Давидов,  С. Муравйов-Апостол. На з'їзді вирішувалися організаційні питання, завершилося організаційне оформлення  Південного товариства. Директорами товариства були обрані  Пестель і  Юшневський. Була підтверджена кінцева мета боротьби – встановлення  в  Росії  республіки і знищення  кріпосного права, причому йшлося про наділення селян землею. На думку учасників з'їзду революція повинна відбутися за допомогою військ. Пестель наполягав на знищенні царської сім'ї. 
Другий з'їзд відбувся в січні 1823 року. На з'їзді були присутні торішні учасники і 
 М. Бестужев-Рюмін. Основне питання з'їзду — обговорення і прийняття  «Руської правди», яка була прийнята одноголосно і стала офіційним документом  Південного товариства.  Муравйов-Апостол поставив на з'їзді питання про повстання, пропонуючи почати виступ на півдні Росії. Другий з'їзд ухвалив рішення про створення на додаток до Тульчинської двох управ:  Васильківської на чолі з   Муравйовим-Апостолом і Бестужевим-Рюміним і  Каменської на чолі з  Волконським і Давидовим. Розглядалося питання і про польське Патріотичне товариство.  Бестужеву-Рюміну було доручено налагодити зв'язки з польським товариством. 
Третій з'їзд відбувся в січні 1824 року. На ньому обговорювалися два важливих питання: про поїздку Пестеля до Петербурга для переговорів з керівниками  Північного товариства та про хід переговорів з польським  Патріотичним товариством про спільні дії. До планів  Південного товариства входило повернення  Польщі державної незалежності. Після від'їзду Пестеля до Петербурга, з'їзд продовжив роботу і розглянув Бобруйський план, за яким передбачалося розпочати збройний виступ під час огляду військ в  Бобруйській фортеці. Ініціатори плану  Муравйов-Апостол (командир  Чернігівського полку) і  Бестужев-Рюмін (Полтавський полк) пропонували в Бобруйську заарештувати  царя і цим розпочати виступ. Їх підтримав командир  Алексопольского полку  Повало-Швейковський. План не знайшов підтримки у Пестеля та інших керівників Південного товариства, з'їзд дав йому негативну оцінку в силу поганої підготовленості плану.
На початку 1825 року відбувся четвертий з'їзд. На ньому були присутні 12 осіб. Головне питання — обговорення нового плану повстання, запропонованого Муравйовим-Апостолом і Бестужевим-Рюміним про початок збройного виступу під час огляду військ в  Білій Церкві. План передбачав арешт царя, офіцери піднімають повстання в полках, які рухаються на Київ, а звідти на  Москву і Петербург, щоб захопити владу в столицях. Невдала спроба об'єднатися з  Північним суспільством призвела Пестеля до висновку, що починати повстання ще рано. Присутні на з'їзді підтримали його. Виступ відклали до 1826 року.

### Специфіка
Декабристський рух в Україні мав певні специфічні риси, які відрізняли його від руху в Росії. Найвиразніше це проявлялось у діяльності  Товариства об'єднаних слов'ян, в його  панславістських ідеях. Програма товариства ставила за мету не лише знищення  самодержавства і  кріпацтва, а й утворення  федерації слов'янських демократичних республік. Висунута ними ідея федеративної слов'янської держави знайшла своє продовження у політичних програмах наступних діячів національно-визвольного руху, зокрема в  Кирило-Мефодіївському братстві.

## Повстання Чернігівського полку

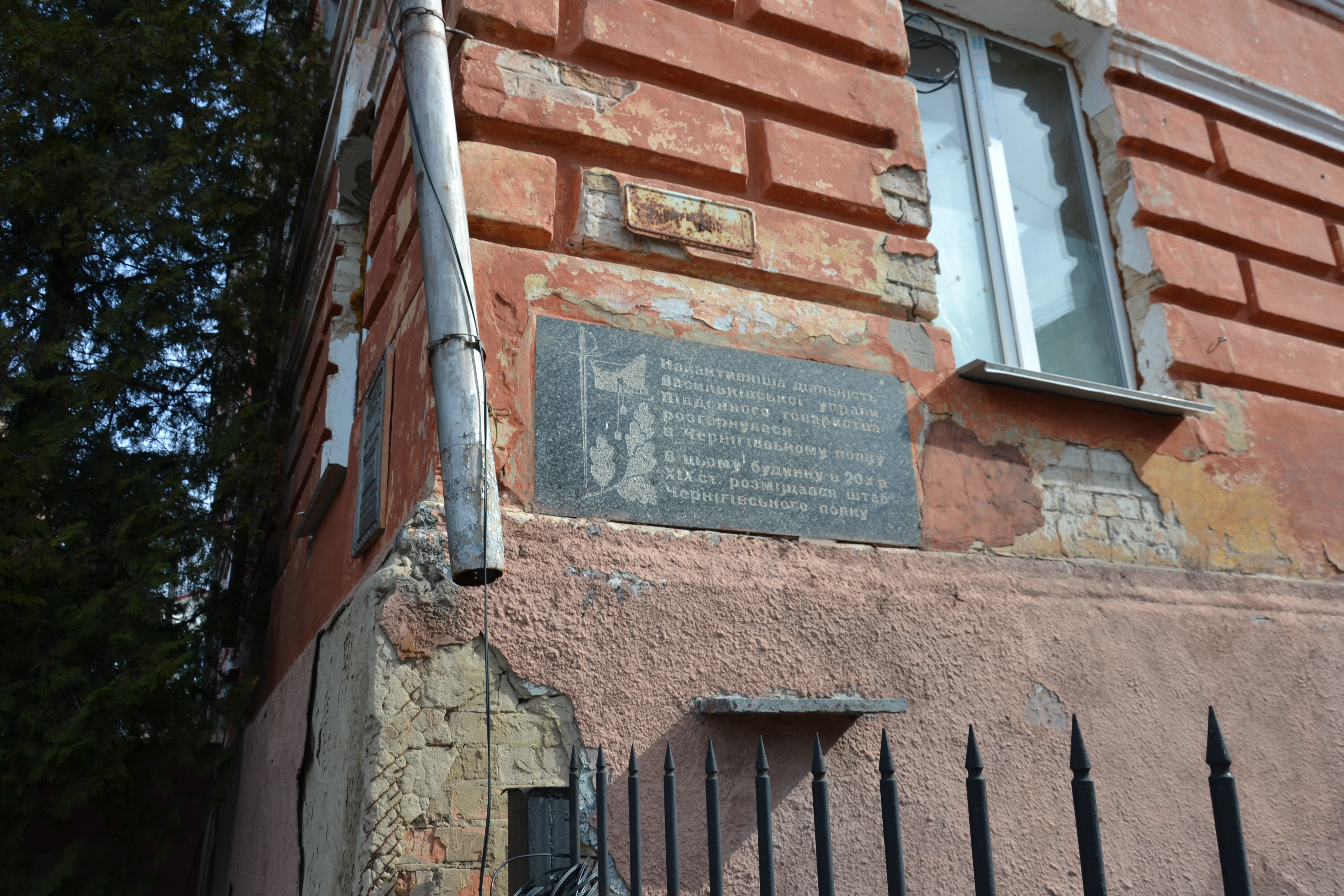
Будинок штабу Чернігівського полку 1817р. в м.Васильків

Внутрішньополітичною ситуацією, пов'язаною зі смертю  Олександра І, вирішило скористатися Північне товариство. 14 грудня 1825 року воно підняло повстання в  Петербурзі. Відсутність серйозної підготовки, чіткого розуміння мети повстання з боку солдат і населення — все це призвело до його поразки. Почалися арешти. Південне товариство не змогло вчасно підтримати повстання в Петербурзі, оскільки ще 13 грудня було заарештовано  Пестеля, а посланець із Петербурга зі звісткою про повстання прибув до України запізно. Однак навіть за цієї ситуації 29 грудня 1825 року Васильківська управа на чолі з  С. Муравйовим-Апостолом підняла  повстання в  Чернігівському полку. Протягом шести днів на Київщині відбувалося  повстання Чернігівського полку.

## Увічнення пам'яті декабристів в Україні

Тульчинський історико-краєзнавчий музей, колишній будинок Офіцерського зібрання (18 ст.)

В  Києві на честь декабристів названі вулиці:
- вулиця Павла Пестеля;
- вулиця Декабристів;
- вулиця Рилєєва;
- Олександра Бестужева.

У Києві меморіальні дошки на будинках на честь декабристів встановлено на  вулиці Грушевського будинок № 14,  вулиці Гусовського 8/10.
У Тульчині, в будинку, де жив  П. Пестель (вулиця Пестеля, 24), в 1975 році відкрито музей. В саду перед входом в нього встановили бюст Павла Пестеля. Розділ про діяльність декабристів в Україні є і в Тульчинському історико-краєзнавчому музеї, який знаходиться в будівлі колишнього Офіцерського зібрання 2-ї армії, тут постійно бували Пестель та інші декабристи.
На честь 150-ї річниці повстання декабристів в 1975 році в  Кам'янці Черкаської області в  Парку Декабристів відкритий пам'ятник декабристам, скульптори Вронський Макар Кіндратович і Чепелик Володимир Андрійович, архітектор Гнєздилов Василь Георгійович. У цьому ж році пам'ятник декабристам відкритий у  Василькові, скульптор Вронський Макар Кіндратович, архітектор Гнєздилов Василь Георгійович.
У  Білій Церкві, у парку  «Олександрія», встановлена меморіальна дошка на честь того, що тут бували керівники Південного товариства П. І. Пестель,  С. І. Муравйов-Апостол і  М. П. Бестужев-Рюмін. В  Умані, по вулиці Коломенської, стоїть будинок, в якому свого часу жив  С. Г. Волконський. Перед будинком — стела.
Про діяльність декабристів на  Волині нагадує вулиця Декабристів в с. Ліщині Житомирської області. На ній зберігся старовинний будинок, де збиралися на свої таємні сходки офіцери. У  Новограді-Волинському та Любарі встановлені пам'ятні знаки.

Пам'ятник декабристам у м. Васильків. Скульптор Вронський Макар Кіндратович , архітектор Гнєздилов Василь Георгійович
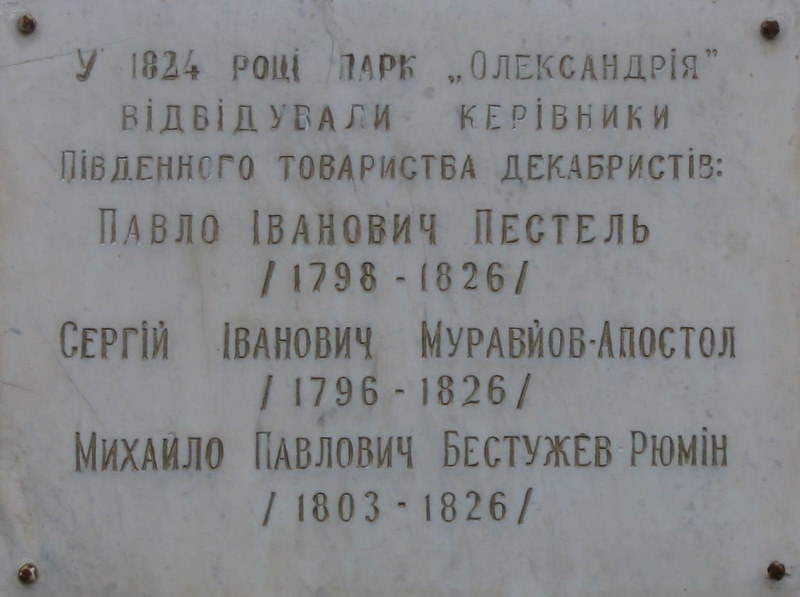
Меморіальна дошка на будівлі адміністрації  Парку Олександрія
Пам'ятник декабристам по  вул. Коломенський в  Умані